# Casa Parés de Plet
La Casa Parés de Plet és un edifici situat al carrer de Muntaner, 231 de Barcelona, catalogat com a Bé Cultural d'Interès Local.

## Descripció
Consta de planta baixa subdividida en semisoterrani i entresòl; un principal i quatre pisos més, tot cobert per un terrat pla.
La façana està formada per sis cossos verticals, tres d'ells amb finestres amb balcons a cada pis i dos amb parelles de tribunes. Aquestes últimes són de planta poligonal, tancades amb vidre i fusta i amb ornament de ferro forjat. Dites tribunes es cobreixen, al capdamunt, amb una teulada d'escates vidriades que es rematen amb un frontó curvilini a la zona de la cornisa que sobresurt de la cota d'alçada de la façana. La resta d'obertures són balcons i balconades amb barana de ferro forjat i llosanes de pedra de perfil sinuós que reposen a sobre d'uns elements esculpits a manera de mènsules.
La planta baixa és de pedra vista, i està subdivida en semisoterrani i entresòl. El primer presenta finestres a peu de carrer que s'emmarquen amb una motllura que, al mateix temps, les separa del nivell superior d'entresòl. Aquest últim disposa d'unes finestres d'arc escarser motllurat i coronat per un motiu escultòric d'inspiració vegetal que es formula a manera de mènsula a sota del voladís de la tribuna del pis principal.
L'accés a l'interior es realitza por la gran portalada localitzada a l'eix vertical de la façana, que manté la mateixa composició que les finestres de l'entresòl. El vestíbul s'organitza en dos trams a diferent alçada, amb uns graons que salven el desnivell. El primer, de gran senzillesa i austeritat decorativam dona pas al segon, on es desenvolupa l'escala de veïns, l'ascensor i les portes d'entrada a sengles entresòls. La caixa d'escala es troba al celobert de la finca, que permet donar llum i ventilació a les estances interiors i al que s'obren finestres decorades amb un marc esgrafiat d'inspiració vegetal.

## Història
Projectada l'any 1910 per l'arquitecte barceloní Bonaventura Bassegoda i Amigó (no hi consta la intervenció del seu germà Joaquim, amb qui habitualment col·laborava), fou enllestida el gener del 1912, tot i que la data que apareix al coronament de la façana és 1911.
Els baixos de pedra han conservat intactes les seves obertures, tant les de semisoterrani i entresòl com el portal d'accés.